# Hans-Jürgen Nasarek
Hans-Jürgen Nasarek (* 28. April 1947) ist ein ehemaliger deutscher Fußballspieler, der zwischen 1971 und 1979 in Wittenberge Zweitligafußball spielte.

## Sportliche Laufbahn
1971 wurde der 24-jährige Fußballstürmer Hans-Jürgen Nasarek mit der Betriebssportgemeinschaft (BSG) Chemie/Motor Veritas Wittenberge Meister der Bezirksliga Schwerin. Damit qualifizierte sich die BSG gleichzeitig für die die zweitklassige DDR-Liga. In seiner ersten DDR-Ligasaison war Nasarek 1971/72 von Beginn an Stammspieler und wurde mit seinen 15 Toren bester Torschütze der BSG und zusammen mit Jürgen Hähnchen von der BSG Lokomotive Bergen Torschützenkönig der Ligastaffel A. C/M Veritas konnte sich zunächst bis 1977 in der DDR-Liga halten. Bis 1976 bestritt Nasarek in jeder Saison alle 22 Ligaspiele und war mit Ausnahme der Spielzeit 1974/75 jedes Mal bester Torschütze der Wittenberger. 1977 musste die BSG C/M Veritas wieder in die Bezirksliga absteigen. Mit dem inzwischen 30 Jahre alten Nasarek wurde die Mannschaft wieder Bezirksmeister und kehrte umgehend in die DDR-Liga zurück. Von den 107 Bezirksligatoren erzielte Nasarek 37 Treffer und war damit zweitbester Torschütze der BSG  hinter seinem Mannschaftskameraden Kurt Behnisch. 1978/79 bestritt Nasarek seine letzte DDR-Liga-Saison. Als Mannschaftskapitän der BSG C/M Veritas kam er noch einmal in 18 der 22 Ligaspiele zum Einsatz und war mit neun Treffern nach wie vor ein treffsicherer Stürmer. Er gehörte damit in allen seinen sieben DDR-Liga-Spielzeiten zu den Torschützen seiner Mannschaft und erzielte insgesamt  74 Tore bei 148 Ligaspielen.